# Colurostylis longicaudata
Colurostylis longicaudata is een zeekommasoort uit de familie van de Diastylidae. De wetenschappelijke naam van de soort is voor het eerst geldig gepubliceerd in 1962 door Jones.